# Formiguer fosc
El formiguer fosc (Sipia berlepschi) és una espècie d'ocell de la família dels tamnofílids (Thamnophilidae).

## Hàbitat i distribució
Habita els boscos de les terres baixes del Pacífic fins 400 m a l'oest de Colòmbia i nord-oest d'Equador.